# 1990 en arts plastiques
| Années des arts plastiques : 1987 - 1988 - 1989 - 1990 - 1991 - 1992 - 1993    |
| Décennies des arts plastiques : 1960 - 1970 - 1980 - 1990 - 2000 - 2010 - 2020 |

Cette page concerne l'année 1990 en arts plastiques.

## Événements
- 18 mars : treize tableaux — dont Le Christ dans la tempête sur la mer de Galilée (1633) de Rembrandt — sont volés au musée des beaux-arts de Boston[1].

## Décès
- 15 janvier : Jean Étienne Laget, peintre français (° 21 novembre 1896),
- 17 janvier : Albert Chavaz, peintre suisse (° 6 décembre 1907),
- 23 janvier : Pierre Berjole, professeur de peinture, directeur d'école d'art, peintre, aquarelliste, illustrateur et décorateur français (° 20 mars 1897),
- 9 février : Georges Dastor, peintre et affichiste de cinéma français (° 8 juillet 1904),
- 13 février : Guido Seborga, journaliste, écrivain et peintre italien (° 10 octobre 1909),
- 16 février : Keith Haring, peintre américain (° 4 mai 1958),
- 5 mars : Gina Pane, peintre française (° 24 mai 1939),
- 15 mars :  Orlando Pelayo, peintre et graveur espagnol (° 14 décembre 1920),
- 18 mars : Eileen Soper, graveuse et illustratrice britannique (° 26 mars 1905),
- 20 mars : Guy Bonnardot, chanteur, producteur et peintre français (° 2 novembre 1951),
- 23 mars : Karskaya, peintre et collagiste française d’origine russe (° 5 juillet 1905),
- 31 mars : Chériane, peintre et dessinatrice française (° 16 juin 1898),
- 6 avril : Nguyễn Sỹ Ngọc, peintre vietnamien (° 25 décembre 1919),
- 14 avril : Doris Lusk, peintre, potière et professeur d'université néo-zélandaise (° 5 mai 1916),
- 16 avril : Léopold Kretz, statuaire, dessinateur et peintre d'origine polonaise (° 4 février 1907),
- 21 avril : Erté, peintre, sculpteur, illustrateur, designer et modéliste russe puis soviétique naturalisé français (° 23 novembre 1892),
- 25 avril : Fred Klein, peintre néerlandais (° 8 avril 1898),
- 13 mai : Hervé Masson, peintre, poète et journaliste, franc-maçon et martiniste mauricien (° 17 janvier 1919),
- 23 mai : Giuseppe Santomaso, peintre italien (° 26 septembre 1907),
- 29 mai : Yves Brayer, peintre, graveur, illustrateur et décorateur de théâtre français (° 18 novembre 1907),
- 30 mai : Giuseppe Gambarini, peintre italien (° 12 novembre 1902),
- 27 juin : Guy Renne, peintre français  (° 25 octobre 1925),
- 2 juillet : Gabriel-Sébastien Simonet, céramiste, peintre, sculpteur et photographe français (° 28 mars 1909),
- 11 juillet : Ignacio Aguirre, peintre et graveur mexicain (° 23 décembre 1900),
- 18 juillet : Claude Lagoutte, peintre français (° 10 décembre 1935),
- 23 juillet : André Guinebert, peintre français (° 22 juin 1902),
- 4 août : Mathias Goeritz, architecte, peintre, écrivain et sculpteur germano-mexicain (° 4 avril 1915),
- 6 août : Léon Schwarz-Abrys, peintre autodidacte et écrivain français (° 5 avril 1905),
- 12 août : Yves Floc'h, peintre français (° 24 mai 1906),
- 13 août : Alejandro Otero, peintre et sculpteur vénézuélien (° 7 mars 1921),
- 27 août : Andrea Cascella, peintre, sculpteur et céramiste italien (° 16 janvier 1919),
- 30 août : Alice Jaquet, peintre, dessinatrice et illustratrice suisse (° 15 juin 1916),
- 16 septembre : Luisa Palacios, peintre, graveuse et céramiste vénézuélienne (° 10 mai 1923),
- 24 septembre : Raymond Humbert, peintre français (° 23 mai 1932),
- 25 septembre : Togyū Okumura, peintre japonais du style nihonga d'aquarelle (° 18 février 1889),
- 27 septembre : Marie-Thérèse Auffray, résistante et peintre française
- 1er octobre : Mayo (Antoine Malliarakis), peintre grec (° 15 février 1905),
- 9 octobre : Marcel Depré, peintre français (° 11 juillet 1919),
- 13 octobre : William Clochard, peintre français (° 1er mai 1894),
- 9 novembre : Quinto Martini, sculpteur, peintre et poète italien (° 31 octobre 1908),
- 12 novembre : Tetsumi Kudo, peintre japonais (° 23 février 1935),
- 26 novembre : Savitri Khanolkar, peintre suisse-indienne (° 20 juillet 1913),
- 27 novembre : Ossip Lubitch, peintre russe (° 6 décembre 1896),
- 2 décembre : Georges Coulon, sculpteur et peintre français (° 11 novembre 1914),
- 5 décembre : Alfonso Ossorio, peintre américano-philippin (° 2 août 1916),
- 7 décembre : Jean Paul Lemieux, peintre québécois (° 18 novembre 1904),
- 14 décembre : Marthe Colleye, peintre française (° 10 août 1902),
- 29 décembre : Eugène Klimoff, peintre, lithographe, graveur, professeur, historien d’art, auteur, mosaïste et restaurateur d’icônes canadien (° 8 mai 1901),
- Date inconnue :
  - Tony Agostini, peintre et lithographe français (° 29 avril 1916),
  - Aline Aurouet, dessinatrice, peintre, illustratrice et portraitiste française (° 1894),
  - Renato Chabod, avocat, homme politique, écrivain, peintre et alpiniste italien (° 28 juillet 1909),
  - Adil Doğançay, militaire et peintre turc (° 1990),
  - Eugène Fidler, peintre et céramiste français (° 1910),
  - Jacques Fourcy, peintre français (° 1906),
  - Nathan Gutman, peintre français d'origine polonaise (° 1914),
  - Georges Item, peintre suisse (° 3 août 1927),
  - Daniel du Janerand, peintre français (° 1919),
  - Nam Kwan, peintre coréen (° 1911),
  - Vivaldo Martini, peintre et professeur de peinture suisse (° 11 novembre 1908).